# Pterocella gemella
Pterocella gemella är en mossdjursart som först beskrevs av William MacGillivray 1887.  Pterocella gemella ingår i släktet Pterocella och familjen Catenicellidae. Inga underarter finns listade i Catalogue of Life.